# Tripterospermum lilungshanense
Tripterospermum lilungshanense är en gentianaväxtart som beskrevs av Chih H.Chen och J.C.Wang. Tripterospermum lilungshanense ingår i släktet Tripterospermum och familjen gentianaväxter. Inga underarter finns listade i Catalogue of Life.